# 阪神高速道路
阪神高速道路（日语：／ Hanshin kōsokudōro */?）是日本大阪市及神戶市與其周邊地區總長度273.0公里（管理254.2公里、新設18.8公里）的收費快速道路網。阪神高速道路一般略稱為阪神高速、阪高、阪神。此外，以「阪神高速」作為阪神高速道路株式會社的登錄商標。
阪神高速道路的各路線在日本道路法上屬於府縣道（大阪、兵庫）與市道（大阪、神戶）並被指定為地域高規格道路的計畫路線。各路線的正式名稱以「○○府（縣・市）道高速△△□□線」的規則命名。

## 阪神高速道路株式會社
阪神高速道路的經營機構是阪神高速道路株式會社（日语：／ Hanshin kōsokudōro Kabushiki gaisha */?），是負責上述道路建設、維持與管理的株式會社。其前身是阪神高速道路公團，自2005年10月1日起民營化改制為會社（公司）。
阪神高速道路株式會社於2005年10月1日依據高速道路株式會社法而成立。根據日本道路公團等民營化關係法施行法，與日本高速道路保有、債務返還機構（以下簡稱「機構」）一同繼承阪神高速道路公團的業務。
阪神高速道路株式會社是由政府及地方政府常時持有3分1以上股票的特殊會社，政府亦提供債務保證。另一方面，毎個事業計畫與公債的募集、資金的借入皆需經過國土交通大臣的認可。部份建設費用可以由政府處得到無利息借貸。
阪神高速道路株式會社的公司標語是「邁向先進的道路服務」（先進の道路サービスへ）。
| 年度       | 銷售收入         | 營業收入      | 經常利益      | 純利          |
| ---------- | ---------------- | ------------- | ------------- | ------------- |
| 平成17年度 | 1,051億4,700萬圓 | 46億8,300萬圓 | 46億8,500萬圓 | 11億9,400萬圓 |
| 平成18年度 | 1,885億5,300萬圓 | 21億3,800萬圓 | 22億3,400萬圓 | 17億200萬圓   |
| 平成19年度 | 2,135億7,800萬圓 | 35億6,400萬圓 | 38億9,400萬圓 | 29億3,400萬圓 |
| 平成20年度 | 2,224億1,900萬圓 | 36億9,500萬圓 | 47億4,300萬圓 | 36億400萬圓   |
| 平成21年度 | 1,782億3,300萬圓 | 43億7,700萬圓 | 52億3,800萬圓 | 30億4,700萬圓 |
| 平成22年度 | 2,507億7,800萬圓 | 34億2,100萬圓 | 45億2,300萬圓 | 43億6,800萬圓 |
| 平成23年度 | 2,368億4,600萬圓 | 27億2,100萬圓 | 35億2,400萬圓 | 11億8,200萬圓 |
| 平成24年度 | 2,364億500萬圓   | 25億2,000萬圓 | 31億5,500萬圓 | 17億2,700萬圓 |

### 業務範圍
阪神高速道路以下的業務範圍是根據與機構簽訂的協定而進行。
- 高速道路的新建或改建。完成時，道路資產和債務一同歸屬機構。
- 機構擁有道路資產，阪神高速道路負責管理。

### 子公司等
子公司
- 阪神高速服務（株） -  負責營運和宣傳休憩設施及停車場等
- 阪神高速技術（株） -  保全點檢・維持修繕
- 阪神高速巡邏（株） -  負責交通管理
- 阪神高速繳費服務大阪（株） -  負責收取大阪地區的通行費
- 阪神高速繳費服務神戶（株） -  負責收取兵庫地區的通行費
- 阪神高速技研（株） -  負責調査・設計・積算等

附屬公司
- （株）情報技術
- （株）科技阪神
- 内外構造（株）
- （株）Highway管制
- 阪神設施工業（株）
- 阪神設施調査（株）

相關財團法人
- （財）阪神高速道路管理技術中心
- （財）阪神高速地域交流中心

## 營業路線

京阪神地域路線圖，紅線為阪神高速。

以下路線編號個位數路線為幹線；1字頭路線為1號環狀線的放射線；3字頭路線則為3號線的支線。
- 阪神高速1號環狀線（環狀部分）
- 2號淀川左岸線 （北港JCT～海老江JCT（日语：海老江ジャンクション））
- 3號神戶線 （阿波座（日语：阿波座ジャンクション）～月見山（日语：月見山出入口）（第二神明道路））
- 4號灣岸線 （天保山JCT～南港JCT～臨空城JCT）
- 5號灣岸線 （南港JCT～天保山JCT～六甲人工島北，以及名谷JCT～垂水JCT）
- 6號大和川線 （三寶JCT及出入口～三宅系統交流道（日语：三宅ジャンクション））
- 7號北神戶線 （伊川谷系統交流道～西宮山口系統交流道、有馬口系統交流道～柳谷系統交流道）
- 11號池田線 （土佐堀～池田木部）
- 12號守口線 （北濱附近～守口、城北～森小路）
- 13號東大阪線 （西船場系統交流道～水走（第二阪奈收費道路））
- 14號松原線 （夕陽丘附近～松原系統交流道）
- 15號堺線 （高津～堺）
- 16號大阪港線 （西船場系統交流道～天保山系統交流道）
- 17號西大阪線 （津守附近～安治川）
- 31號神戶山手線 （湊川系統交流道～白川系統交流道）
- 32號新神戶隧道 （國道2號～箕谷）- 由神戶市道路公社移交阪神高速管理[2]

### 原營業路線
- 8號京都線（山科～伏見（第二京阪公路））
  - 唯一位于京都府的路线，与其他阪神高速路线孤立，已於2019年4月1日轉讓予西日本高速道路及京都市。

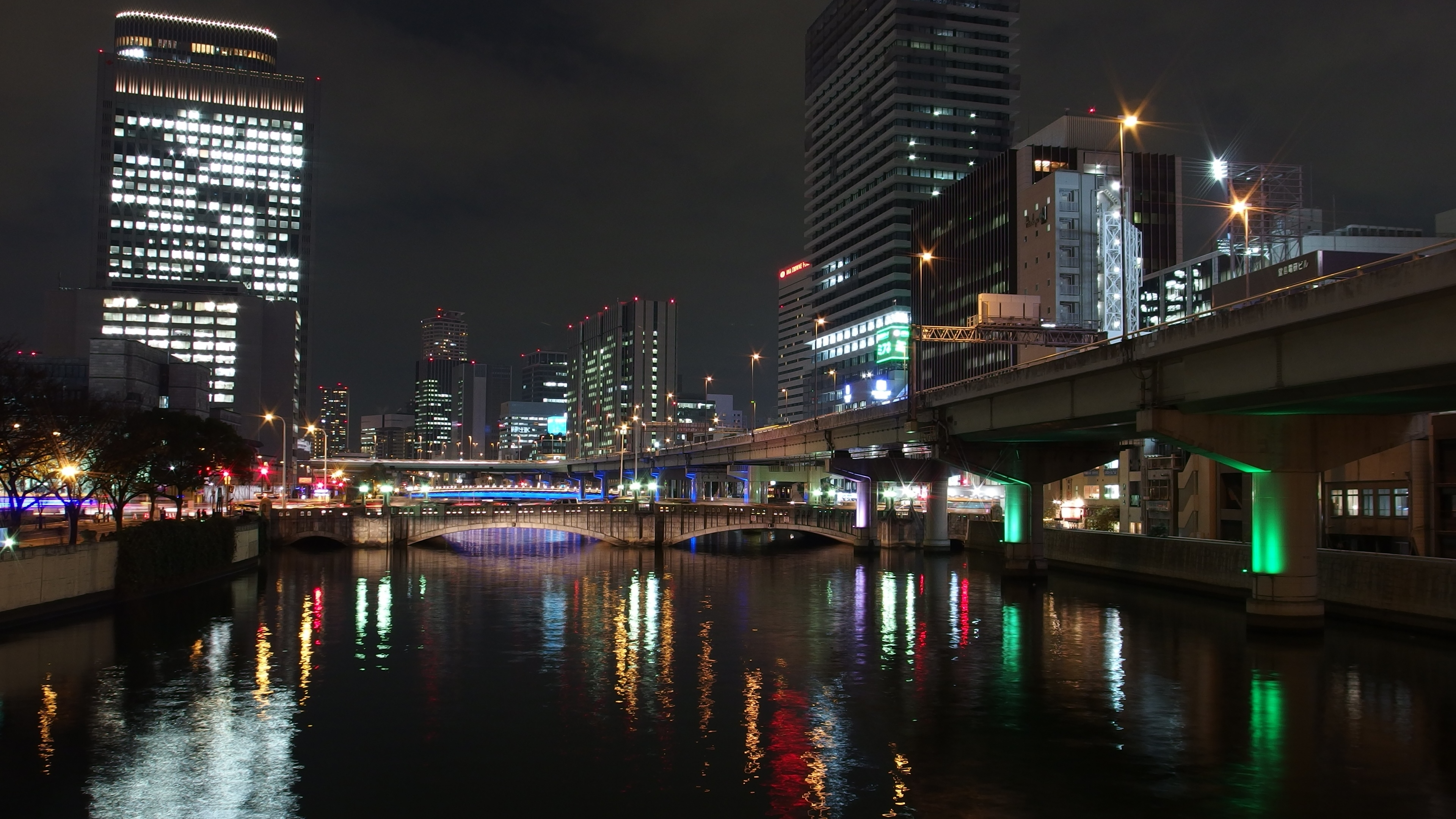
1號環狀線
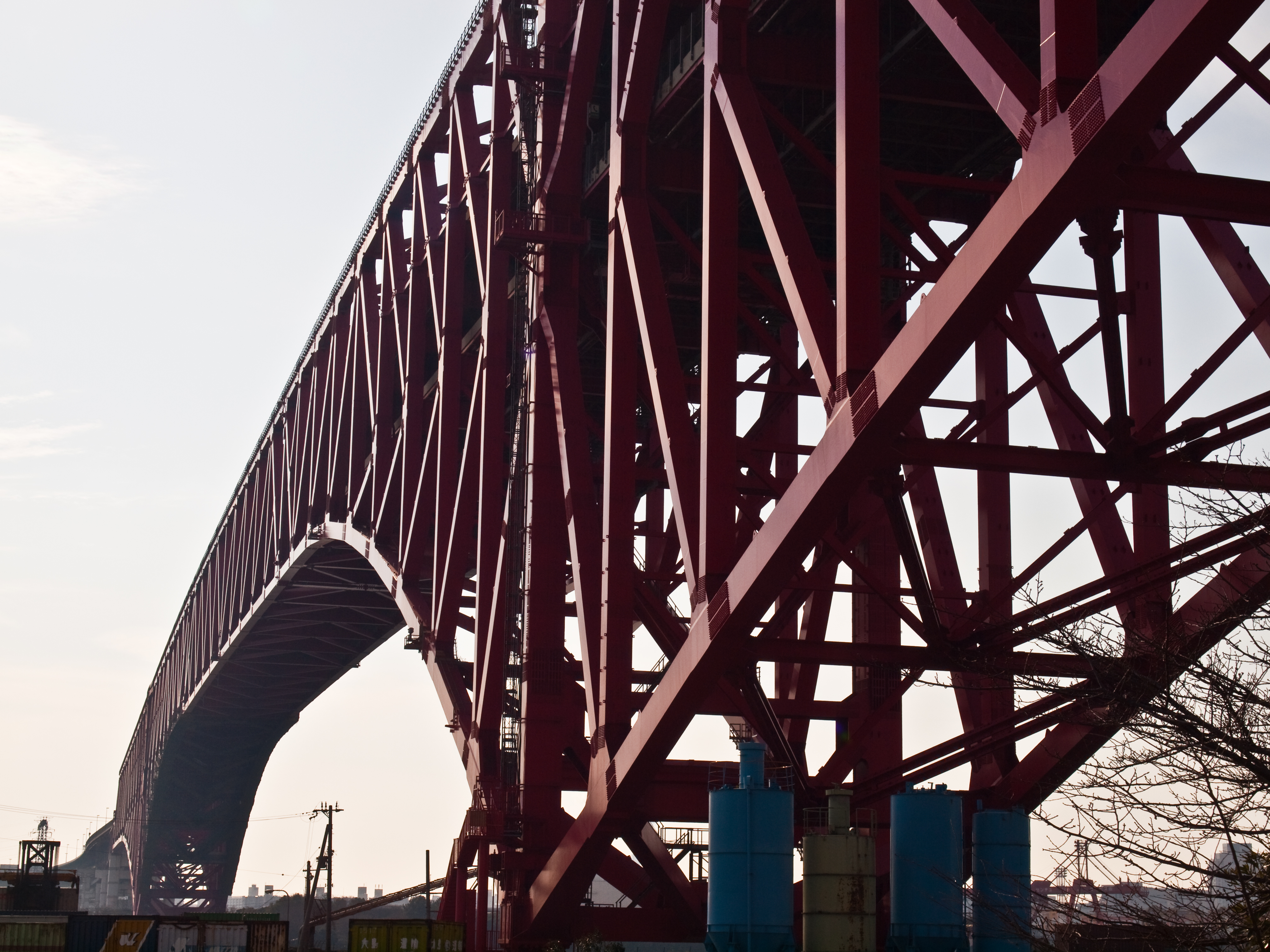
4號灣岸線・5號灣岸線・16號大阪港線（港大橋）
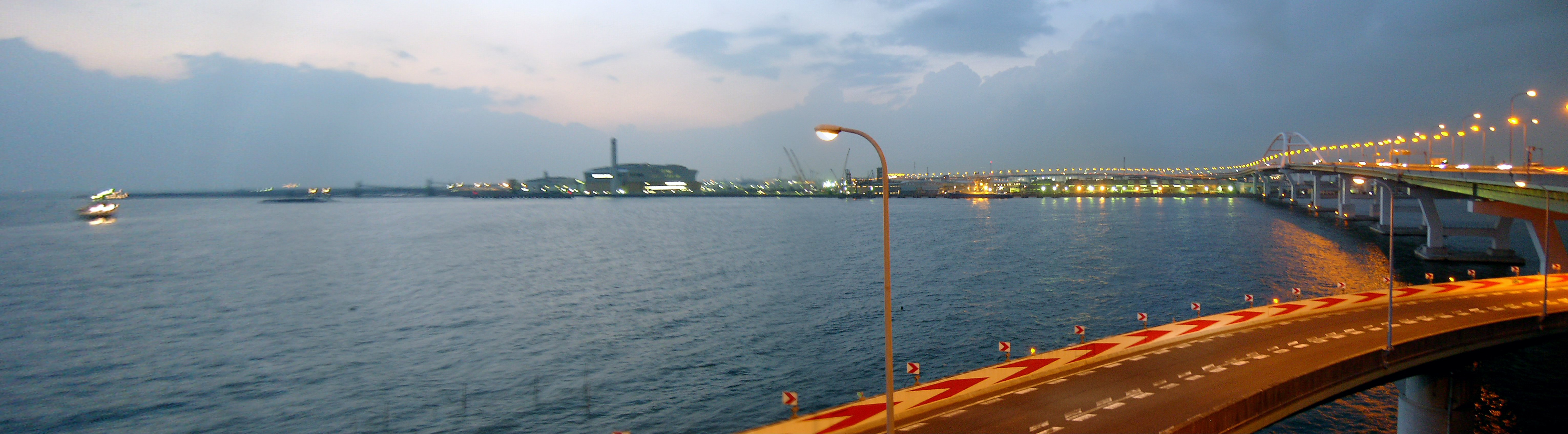
5號灣岸線（中島停車區）
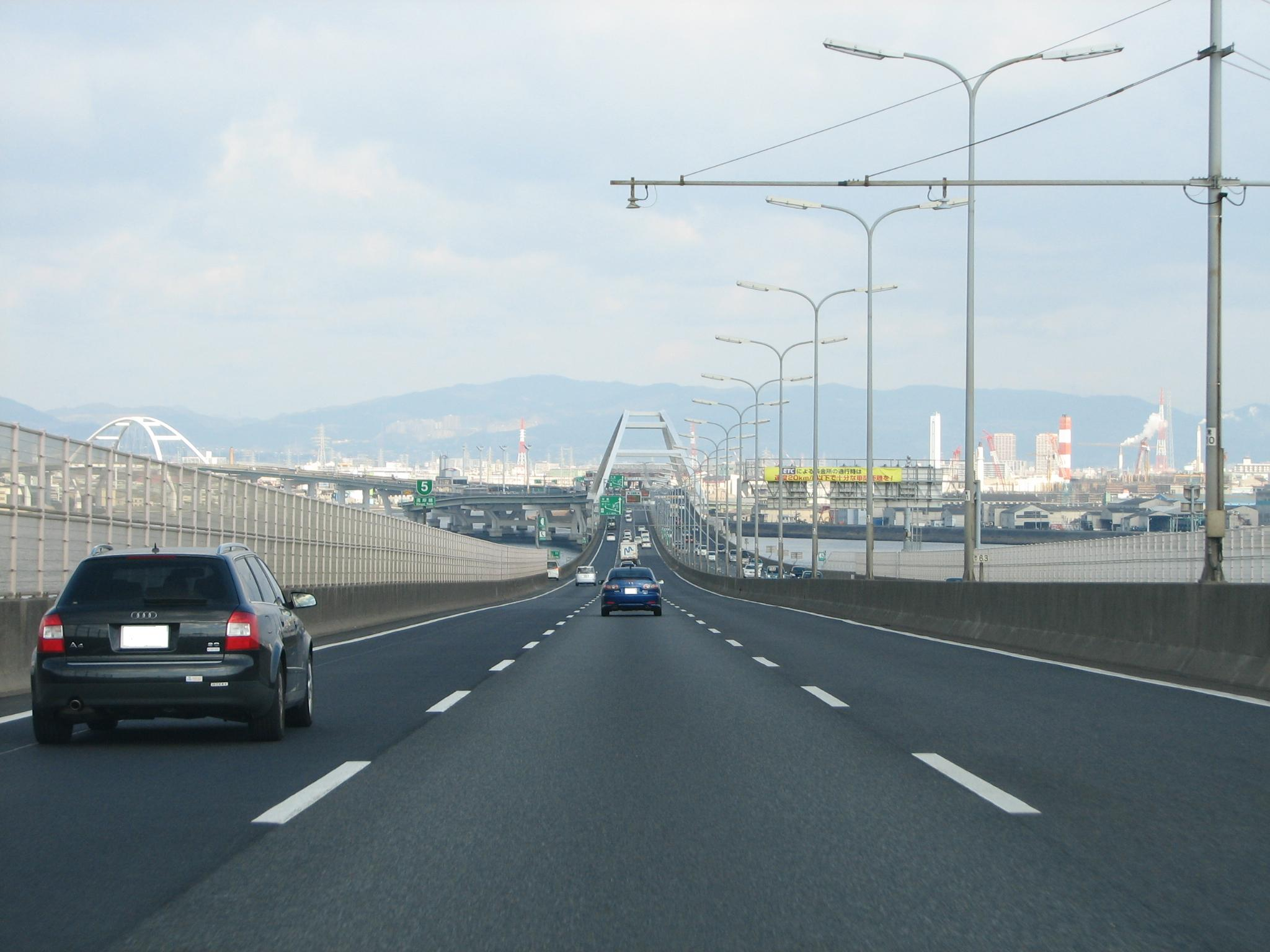
5號灣岸線
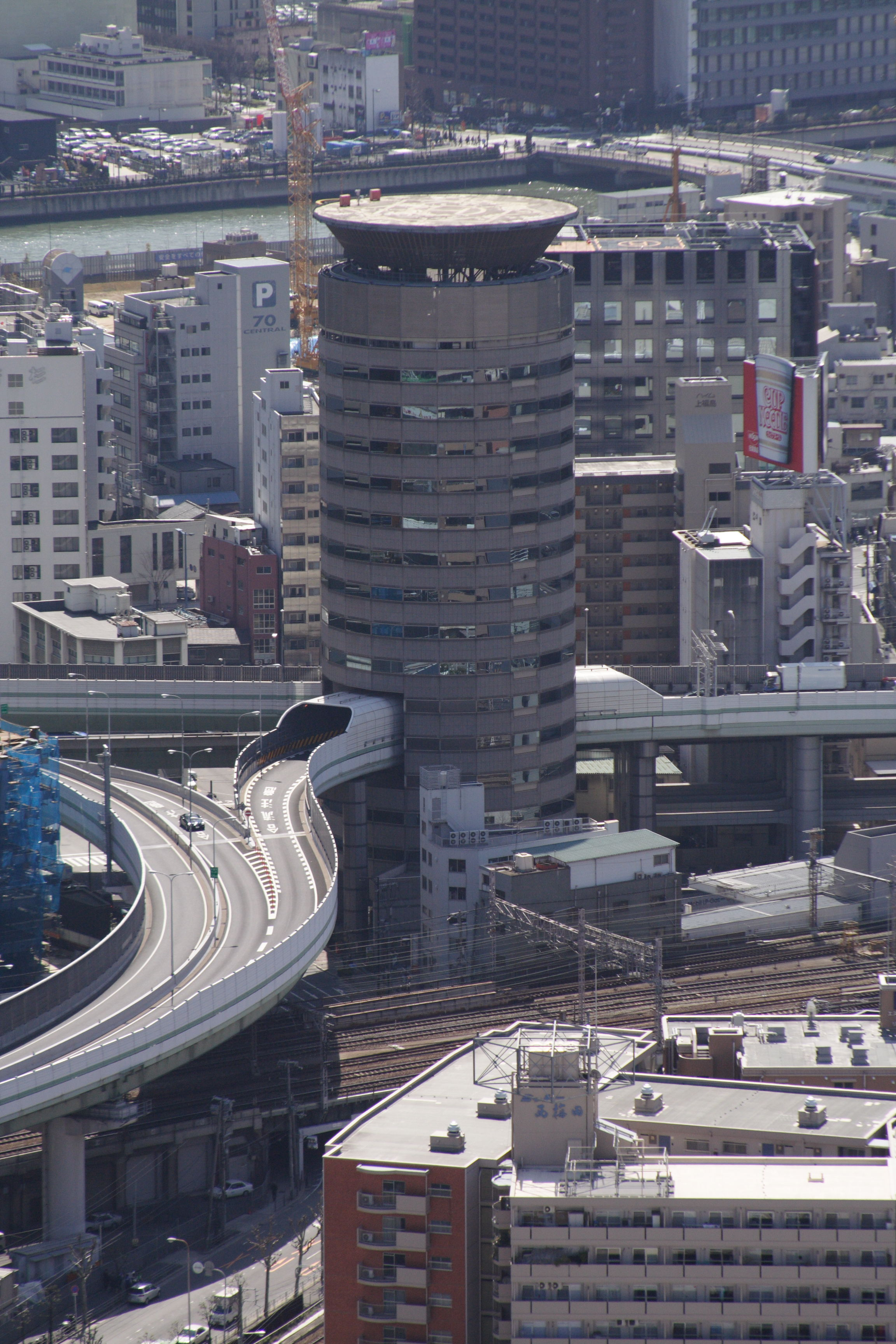
11號池田線（梅田出入口）
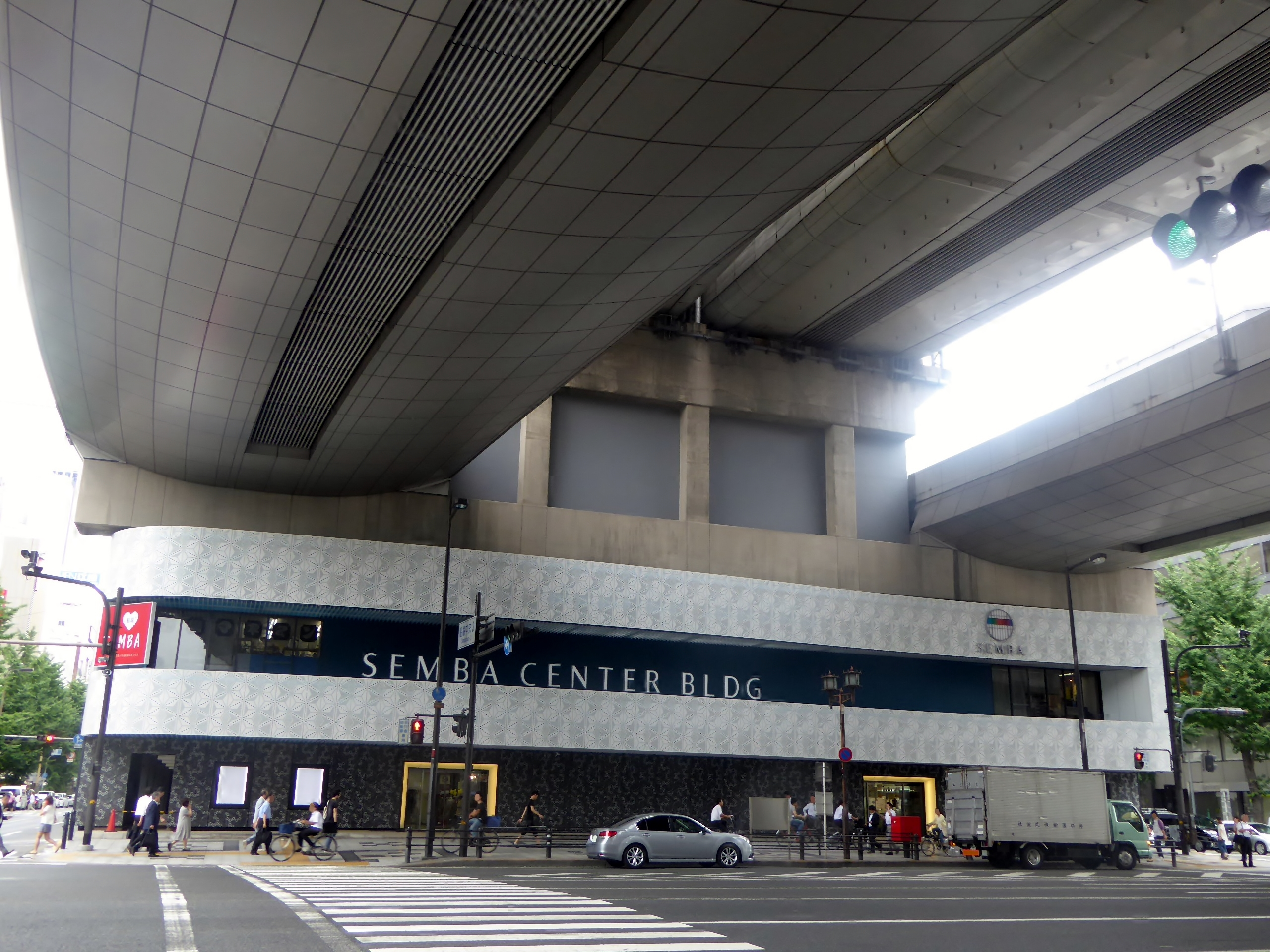
13號東大阪線（船場中心大廈）

## 歷史
- 1962年5月1日：阪神高速道路公團開始運作。
- 1964年6月28日：1號環狀線（土佐堀 - 湊町）南行單向通車（現為逆向）。
- 1964年11月12日：1號環狀線（出入橋 - 土佐堀）通車。
- 1966年10月18日：3號神戶線（京橋 - 柳原）通車。
- 1967年3月10日：1號環狀線全線通車。
- 1967年8月29日：11號池田線（福島 - 豐中北）通車。
- 1968年5月1日：12號守口線（渡邊橋分歧 - 森小路）通車。
- 1970年3月8日：13號東大阪線（西横堀 - 法圓坂）通車。
- 1970年3月13日：14號松原線（環狀線 - 阿倍野）、15號堺線（湊町 - 堺）、17號西大阪線全線通車。
- 1974年2月20日：16號大阪港線（西横堀 - 本田）通車。
- 1974年7月15日：4號灣岸線（港晴 - 南港北）通車。
- 1985年8月10日：7號北神戶線（伊川谷系統交流道 - 前開）通車。
- 1989年 : 各路線納入編號系統，標示文字一併改變。
- 1991年9月18日：5號灣岸線（港晴 - 中島）通車。
- 1994年4月28日：2號淀川左岸線（北港系統交流道 - 島屋）通車。
- 1995年1月17日：阪神大地震造成3號神戶線、5號灣岸線受損。神戶線大規模毀損，無法通行。
- 1996年9月30日：3號神戶線全面復原。
- 2003年8月26日：31號神戶山手線（白川系統交流道 - 神戶長田）通車。
- 2005年10月1日：民營化後的阪神高速道路株式會社開始運作。
- 2008年1月19日：8號京都線（上鳥羽 - 巨椋池）通車。
- 2012年1月1日：阪神圏開始採用里程計費制
- 2012年10月1日：新神戶隧道收費道路更名為32號新神戶隧道，並自神戶市道路公社取得管轄權。
- 2013年3月21日：6號大和川線（三宅西 - 三宅系統交流道）通車。

## 通行費
收費車種可分為普通車與大型車2種。
普通車
摩托車（125 cm3以下除外）、小型特殊自動車、輕自動車、普通・小型乗用車、小型巴士（乗車定員29人以下但總重量不超過8公噸）、小貨車、2軸拖拉機
大型車
大型巴士（乗車定員30人以上且總重量8公噸以上）、大型卡車（最大載重5公噸以上且總重量8公噸以上）、大型特殊自動車、3軸拖拉機

### 阪神圏的現行收費
2012年（平成24年）1月1日撤除通行費圏（阪神東線・阪神西線・阪神南線）改為里程計費制。
ETC車（無線通行）
收費標準如下表。
| 行駛距離                | 普通車 | 大型車  |
| ----------------------- | ------ | ------- |
| 6公里以下               | 510圓  | 1,030圓 |
| 超過6公里 - 12公里以下  | 610圓  | 1,230圓 |
| 超過12公里 - 18公里以下 | 720圓  | 1,440圓 |
| 超過18公里 - 24公里以下 | 820圓  | 1,650圓 |
| 超過24公里              | 930圓  | 1,850圓 |

ETC車以外（現金支付等）
現金車需按照從利用的入口到最遠的出口之行駛距離來對應上表並支付費用。此外，下表是特定路段的距離，行經下列路段時應按其計算之並對應上表繳納通行費。
| 入口 → 出口                             | 行駛距離 | 備考                       |
| --------------------------------------- | -------- | -------------------------- |
| 池田木部 → 神田                         | 3.2km    | 適用池田線起訖點區間折扣   |
| 川西小花 → 神田                         | 1.1km    | 適用池田線起訖點區間折扣   |
| 第二阪奈 → 東大阪荒本・東大阪系統交流道 | 3.6km    | 適用東大阪線起訖點區間折扣 |
| 水走 → 東大阪荒本・東大阪系統交流道     | 3.0km    | 適用東大阪線起訖點區間折扣 |
| 中野 → 東大阪荒本・東大阪系統交流道     | 0.9km    | 適用東大阪線起訖點區間折扣 |
| 安治川 → 北津守                         | 3.1km    | 適用西大阪線起訖點區間折扣 |
| 安治川 → 大正西                         | 1.5km    | 適用西大阪線起訖點區間折扣 |
| 弁天町 → 北津守                         | 2.1km    | 適用西大阪線起訖點區間折扣 |
| 弁天町 → 大正西                         | 0.5km    | 適用西大阪線起訖點區間折扣 |
| 伊川谷系統交流道 → 前開                 | 4.8km    |                            |
| 永井谷 → 前開                           | 2.9km    |                            |

#### 起訖點區間折扣
11號池田線、13號東大阪線與17號西大阪線各自實施起訖點區間特定折扣，但本優惠在2014年3月末後並未繼續。
| 路線         | 區間                                    | 折扣前通行費→折扣後通行費（▲折扣額） | 折扣前通行費→折扣後通行費（▲折扣額） |
| 路線         | 區間                                    | 普通車                               | 大型車                               |
| ------------ | --------------------------------------- | ------------------------------------ | ------------------------------------ |
| 11號池田線   | 神田 - 池田木部                         | 510圓→310圓（▲200圓）                | 1,030圓→620圓（▲410圓）              |
| 13號東大阪線 | 東大阪系統交流道 - 西石切町（第二阪奈） | 510圓→210圓（▲300圓）                | 1,030圓→410圓（▲620圓）              |
| 17號西大阪線 | 北津守 - 安治川                         | 510圓→210圓（▲300圓）                | 1,030圓→410圓（▲620圓）              |

### 京都線現行收費
8號京都線在阪神圏改用里程計費制後仍採用單一計費制。
- 普通車 : 460圓
- 大型車 : 930圓

因為未與阪神地區的各路線（3號神戶線、13號東大阪線等）直接連接，所以成為了收費圈外的獨立區間。來往兩地區時須經由第二京阪道路、京滋繞道、名神高速公路、近畿自動車道（須另繳通行費）等道路或者一般國道才能到達。

### 轉乘制度
需要從某條阪神高速道路路線經由一般道路轉乘到另一條阪神高速道路的路線並不少。在指定時間通過下列路段視為利用1次。
轉乘券的功能適用於ETC車以外的車輛（ETC車直接行駛至指定出入口即可）。右方向箭頭（→）被限定為只能單方向轉乘。
- 15號堺線  堺 ⇔ 4號灣岸線  大濱（限南行入口至北行出口）

在出口發轉乘券。
- 3號神戸線 摩耶・京橋（限西行入口至東行出口） ⇔ 5號灣岸線 住吉濱・六甲島北

從神戶線到灣岸線時，通行證可兼任轉乘券。從灣岸線往神戸線則在住吉浜出口或魚崎濱入口出口發轉乘券。
經過港灣幹線道路和摩耶大橋時須另繳通行費。
- 16號大阪港線 波除 → 1號環狀線 堂島

在出口發轉乘券。
- 3號神戸線 中之島西 → 1號環狀線 堂島

在出口發轉乘券。
- 3號神戸線 生田川 ⇔ 32号新神戸隧道 國道2號

限定ETC車。
已取消的轉乘制度
- 3號神戶線 月見山 ⇔ 7號北神戶線 布施畑西

已在2003年8月26日31号神戸山手線（白川系統交流道-神戸長田）通車後取消。
- 3號神戶線 柳原  ⇔ 31号神戶山手線 神戸長田

2003年8月26日31号神戶山手線（白川系統交流道-神戸長田）通車時開始。已在2010年12月18日31號神戸山手線（神戸長田-湊川系統交流道）通車後取消。
- 8號京都線 鴨川東 ⇔ 8號京都線 上鳥羽

2008年6月1日8號京都線（山科-鴨川東）通車時開始。2011年3月27日8號京都線（鴨川東-上鳥羽）通車後取消。
- 3號神戶線 中之島西 ⇔ 16號大阪港線 波除

已在2013年5月25日2號淀川左岸線（島屋-海老江系統交流道）通車後取消。

### 2011年(含)前的均一收費制（阪神圈）
本處為2011年12月時資料。阪神圏各路線如下表記述可分為3個收費圈，原則上在同一收費圏内行駛通行費都一樣。
| 收費圏   | 區間                             | 普通車 | 大型車  |
| -------- | -------------------------------- | ------ | ------- |
| 阪神東線 | 1號環狀線                        | 700圓  | 1,400圓 |
| 阪神東線 | 2號淀川左岸線                    | 700圓  | 1,400圓 |
| 阪神東線 | 3号神戶線（西宮以東）            | 700圓  | 1,400圓 |
| 阪神東線 | 4號灣岸線（助松系統交流道以北）  | 700圓  | 1,400圓 |
| 阪神東線 | 5號灣岸線 （鳴尾濱以東）         | 700圓  | 1,400圓 |
| 阪神東線 | 11號池田線                       | 700圓  | 1,400圓 |
| 阪神東線 | 12號守口線                       | 700圓  | 1,400圓 |
| 阪神東線 | 13號東大阪線                     | 700圓  | 1,400圓 |
| 阪神東線 | 14號松原線                       | 700圓  | 1,400圓 |
| 阪神東線 | 15號堺線                         | 700圓  | 1,400圓 |
| 阪神東線 | 16號大阪港線                     | 700圓  | 1,400圓 |
| 阪神東線 | 17號西大阪線                     | 700圓  | 1,400圓 |
| 阪神西線 | 3號神戸線（西宮以西）            | 500圓  | 1,000圓 |
| 阪神西線 | 5號灣岸線（鳴尾濱以西）          | 500圓  | 1,000圓 |
| 阪神西線 | 7號北神戶線                      | 500圓  | 1,000圓 |
| 阪神西線 | 31號神戶山手線                   | 500圓  | 1,000圓 |
| 阪神南線 | 4號灣岸線 （助松系統交流道以南） | 500圓  | 1,000圓 |

在各路線末端部分收費圏邊界有設定特定收費區間。
| 路線        | 路線         | 區間                                  | 普通車 | 大型車 |
| ----------- | ------------ | ------------------------------------- | ------ | ------ |
| 特定區間I   | 5號灣岸線    | 尼崎西-收費區界（武庫川）             | 150圓  | 300圓  |
| 特定區間I   | 4號灣線      | 泉大津-收費區界（助松）               | 150圓  | 300圓  |
| 特定區間II  | 13號東大阪線 | 東大阪系統交流道-西石切町（第二阪奈） | 200圓  | 400圓  |
| 特定區間II  | 4号湾岸線    | 高石-收費區界（助松）                 | 200圓  | 400圓  |
| 特定區間II  | 17号西大阪線 | 北津守-安治川                         | 200圓  | 400圓  |
| 特定區間II  | 5號灣岸線    | 尼崎東海岸-收費區界（鳴尾濱）         | 200圓  | 400圓  |
| 特定區間II  | 3號神戶線    | 芦屋-收費區界（武庫川）               | 200圓  | 400圓  |
| 特定區間II  | 5號灣岸線    | 西宮濱-收費區界（鳴尾濱）             | 200圓  | 400圓  |
| 特定區間III | 11號池田線   | 神田-池田木部                         | 300圓  | 600圓  |

#### 折扣通行券
以現金支付車為對象。ETC車也有如後述同等的折扣。2011年12月31日以後停止販售。
灣岸線直達折扣券（灣岸線3線直達通行券）
車輛從4號灣岸線・5號灣岸線直達並連續利用阪神南線・阪神東線・阪神西線等3個收費圏（特定收費區間除外）時可購買本券。販售額為普通車1,500圓（折扣200圓）、大型車3,000圓（折扣400円）。因3號神戶線的收費站未販售本折扣券，所以3號神戶線轉乘5號灣岸線無法使用本券。
灣岸線2線直達通行券
本券僅販售給經由5號灣岸線且連續利用阪神東線・阪神西線（特定收費區間除外）之大型車。販售額為1,700圓（折扣200圓）。3號神戶線可轉乘5號灣岸線。此外，行經3號神戶線時若通過蘆屋收費站或尼崎收費站需另外繳交200圓的差額。

#### 已廢除的ETC折扣
除新神戶隧道連續利用折扣，其他折扣都在2011年12月31日中止。
平日時間帶折扣
折扣率與折扣前後普通車收費一覧。特定收費區間與通常區間的折扣率相同（折扣額以10圓為單位並4捨5入，若未達10圓以10圓計算）。
| 時間帶        | 阪神東線           | 阪神南線           | 阪神西線           |
| ------------- | ------------------ | ------------------ | ------------------ |
| 0時 - 6時前   | 20%（700圓→560圓） | 20%（500圓→400圓） | 20%（500圓→400圓） |
| 6時 - 22時前  | 無折扣（700圓）    | 無折扣（500圓）    | 無折扣（500圓）    |
| 22時 - 24時前 | 20%（700圓→560圓） | 20%（500圓→400圓） | 20%（500圓→400圓） |

- 截止至2010年3月31日，6時-22時前的時間帶也有折扣，6時-7時前、11時-16時前以及19時-22時前折扣10%（社會實驗）、7時-11時前及16時-19時前折扣3%。

星期六・假日折扣
折扣率與折扣前後普通車收費一覧。特定收費區間與通常區間的折扣率相同（折扣額以10圓為單位並4捨5入，若未達10圓以10圓計算）。
| 時間帶 | 阪神東線           | 阪神南線           | 阪神西線           |
| ------ | ------------------ | ------------------ | ------------------ |
| 全日   | 20%（700圓→560圓） | 20%（500圓→400圓） | 20%（500圓→400圓） |

- 截止至2011年3月31日、普通車折扣率限制為30%（折扣額以50圓為單位並24捨25入）。

灣岸線連續利用折扣
每通過4號灣岸線・5號灣岸線上的收費圏邊界1次，在先前通行的收費圏（特定收費區間除外）普通車可折扣100圓、大型車折扣200圓。車輛適用本折扣亦可重複適用平日時間帶折扣以及星期六・假日折扣。
新神戶隧道連續利用折扣（事實上在2012年9月30日廢止）
從3號神戶線（生田川）或者7號北神戶線（箕谷合併收費站）連續利用新神戶隧道收費道路時，普通車可折扣300圓、大型車可折扣600円。
- 2008年6月24日時開始社會實驗。新神戶隧道的收費亦適用，全車種一律折扣150圓。不過不適用於連續利用3號神戶線與新神戶隧道者。

## 停車區
有（括弧）者為僅該方向設置。
- 3號神戸線 : 京橋停車區、尼崎迷你停車區（上行線）
- 4號湾岸線 : 泉大津停車區
- 5號湾岸線 : 中島停車區（下行線）
- 7號北神戸線 : 前開停車區、白川停車區
- 12號守口線 : 森小路迷你停車區（上行線）
- 15號堺線 : 湊町停車區（上行線）
- 16號大阪港線 : 朝潮橋停車區（上行線）
- 17號西大阪線 : 辯天町迷你停車區（上行線）

廢除的停車區
- 14號松原線 : 三宅迷你停車區（上行線）

因三宅系統交流道-松原系統交流道間拓寬為6車道，本停車區2012年9月10日廢除。

## 速限[10][11]
- 灣岸線速限80 km/h(名谷系統交流道-垂水系統交流道 50 km/h)
- 北神戸線（部分路段除外）為70-80 km/h
- 其他路段多為40-60 km/h。

## 建設中路線・計畫中路線

### 建設中路線
- 西船場系統交流道信濃橋引道（預定2017年春完工）

- 淀川左岸線第2期（預定2025年度完工）
- 灣岸線西向延伸
  - 神戶山手線南向延伸

### 計畫路線
- 大阪灣岸道路西伸部
- 神戶山手線(南伸部)
- 淀川左岸線延伸部
- 名神灣岸連絡線

### 計畫中止・廢止
- 阪神高速道路第二環状線（日语：阪神高速道路第二環状線）
- 阪神高速道路大阪泉北線（日语：阪神高速道路大阪泉北線）
- 阪神高速道路武庫川線
- 阪神高速南北線（阪神間南北線）

## 脚注
1. ↑  .   [2016-03-27]. （原始内容存档于2016-03-15）.
2. ↑  新神戸トンネルがかわります 的存檔，存档日期2016-01-28. 阪神高速道路、2012年7月8日閲覧。
3. ↑  . 阪神高速道路. 2011-11-09  [2011-11-09]. （原始内容存档于2011-11-18）.
4. ↑  . 阪神高速道路. 2012-01-01  [2012-01-01]. （原始内容存档于2012-01-08）.
5. ↑  大阪府道高速大阪池田線等に関する協定の一部を変更する協定（平成23年６月13日付け）PDF（1.92MB）
6. ↑  大阪府道高速大阪池田線等に関する事業変更について（平成23年11月9日付け）PDF（613KB）
7. ↑  .   [2016-03-27]. （原始内容存档于2016-03-24）.
8. ↑  ハーバーハイウェイおよび摩耶大橋では、ETCは利用できない。
9. ↑  .   [2016-02-10]. （原始内容存档于2016-02-15）.
10. ↑  制限速度区分図 的存檔，存档日期2016-03-04.
11. ↑  現実には他の自動車専用道路同様慢性的なスピード違反が行われており、50-60km/h制限区間においても大半の車が80-100km/h程度の巡航速度で走行しているのが常態である。
12. ↑   (PDF). 阪神高速道路株式会社. 2014-04  [2015-09-22]. （原始内容 (PDF)存档于2016-04-09）.

## 相關項目
- 門塔大廈
- 高速公路
- 都市高速道路
- 地域高規格道路列表
- 日本高速公路列表

## 外部連結
- 阪神高速道路
- 路線·出入口